# 랄테그라빌
랄테그라빌(Raltegravir)은 상품명 이센트레스(Isentress)의 HIV/AIDS를 치료하기 위한 항바이스러스 약물이다. 이 약물은 HIV에 노출 후에도 예방요법으로도 사용할 수 있다. 경구투여한다.
흔한 부작용으로는 불면, 피로, 오심, 고혈당, 두통을 포함한다. 심각한 부작용으로는 스티브 존슨 신드롬이나 근육 분해, 간문제와 같은 알러지 반응을 포함한다. 임신중이나 수유중에 랄테그라빌을 복용해도 되는지에 대해서는 불명확하다. 랄테그라빌은 바이러스 복제에 필수적인 HIV 통합효소의 기능을 억제하는 HIV 통합효소 억제제(HIV integrase strand transfer inhibitor)로 작용한다.
랄테그라빌은 2007년 미국에서 의학적 사용을 승인받았다. 랄테그라빌은 WHO 필수 의약품 목록에 라미부딘/랄테그라빌 항목으로 기재되어 있다.

## 의학적 사용

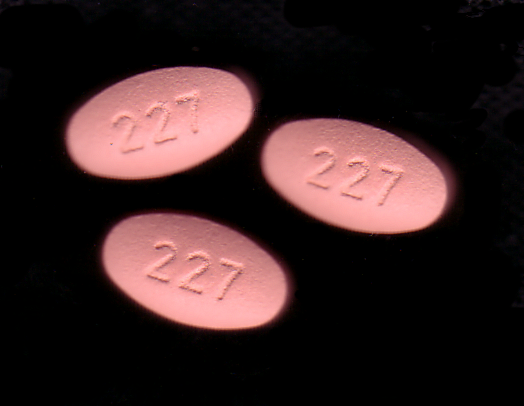
이센트레스 정

랄테그라빌은 초기에는 다른 고강도 항레트로바이러스(HAART) 약물에 저항성을 보이는 환자들에게만 사용하도록 승인되었다. 하지만 2009년 7월, FDA는 랄테그라빌을 모든 환자에게 사용가능한 약물로 승인하였다. 랄테그라빌은 단독요법으로 사용할 때 보다 다른 고강도 항레트로바이러스 약물과 함께 사용할 경우가 더 지속성이 낮았는데, 이는 HIV가 쉽게 자연에서 돌연변이를 만들기 때문이다. 랄테그라빌은 하루에 두번 경구로 복용한다. 랄테그라빌은 씹어먹는 제형도 가능하지만 일반 제형과 교체가능하지 않기 때문에 씹어먹는 제형은 2세에서 11세까지만 허용되며, 청소년기의 환자들은 일반 제형을 사용한다.

### 효능
결합 치료 관련 연구에서 랄테그라빌은 24주, 48주에 에파비렌즈와 유사한 강력하고 내구성 있는 항 레트로 바이러스 활성을 보였다. 그러나 보다 빠른 속도로 검출량보다 낮은 HIV-1 RNA 수치를 달성했다. 24주, 48주 간의 치료 이후, 랄테그라빌은 총 콜레스테롤, 저밀도 지질단백질 콜레스테롤, 또는 트리글리세리드의 혈청 수치를 증가시키지 않았다.

## 부작용
랄테그라빌은 최대 48주간의 임상 시험 치료 경험이 있는 HIV-1 감염 환자들에게 최적화된 배경 치료 요법과 함께 사용할 때 일반적으로 잘 견뎠다.

## 기전
통합효소 억제제로서 랄테그라빌은 통합효소 (인간 염색체에 바이러스 유전 물질을 삽입하는 레트로 바이러스에 흔한 효소)를 타겟으로 한다. 이 단계는 HIV 감염 모델에서 중요한 단계이다. 이 약물은 글루크론산화을 통해 대사된다.

## 역사
랄테그라빌은 2007년 10월 미국에서 승인을 받은 최초의 통합효소 억제제이다. 랄테그라빌은 Merck에 의해 개발되었고, Summa 등이 의학 화학 저널에 보고하였다.

## 연구
랄테그라빌은 HIV 바이러스의 역학과 부패를 크게 변화시키며 이 분야에 대한 추가 연구가 진행 중이다. 임상 시험에서 랄테그라빌을 복용한 환자는 유사한 효능을 가진 비뉴클레오사이드 역전사효소 억제제 또는 단백질분해효소 억제제를 복용한 환자보다 50 copies/mL 미만의 바이럴 로드를 더 빨리 달성했다. 이 통계적으로 유의미한 바이럴 로드 감소의 차이는 일부 HIV 연구자들에게 HIV 바이러스 역학과 부패에 대해 오랫동안 지켜온 패러다임에 대한 의문을 제기하게 만들었다. 현재는 잠재 바이러스 저장소에 영향을 미치고 HIV 박멸에 도움을 줄 수 있는 랄테그라빌의 능력에 대한 연구가 진행 중이다.
연구 결과는 2008년 7월 24일 뉴잉글랜드 의학 저널에 등재되었다.. 저자들은 "랄테그라빌을 추가한 최적화된 배경요법은 최소 48주 동안 최적화된 배경요법만 사용했을 때 보다 더 나은 바이러스 억제 효과를 제공했다"고 결론내렸다."
인간 시토메갈로바이러스(HCMV) 터미네아제 단백질에 대한 연구는 랄테그라빌이 헤르페스 바이러스의 복제를 막을 수 있다는 것을 보여주었다.
2013년 1월 다발성 경화증(MS) 치료에 있어 랄테그라빌의 치료 효과을 평가하기 위해 임상 2상 시험이 시작되었다. 이 약은 재발성 MS의 발병에 제안된 인간 내생성 레트로바이러스(HERVs)와 엡스타인-바 바이러스에서 활성을 보였다.